# Trần Khánh
Trần Khánh (1931 – 1981) là một ca sĩ nhạc đỏ và là một nghệ sĩ nhân dân người Việt Nam. Ông là một trong những ca sĩ thể hiện thành công nhiều bài hát nhạc đỏ của Việt Nam và là một trong những nghệ sĩ có tên tuổi của quốc gia này trong thế kỉ 20.  
Trần Khánh thường được báo chí và công chúng mệnh danh là "giọng ca vàng". Ông qua đời vì tai nạn giao thông ở độ tuổi 50. Ông được Nhà nước Việt Nam truy tặng danh hiệu Nghệ sĩ nhân dân vào năm 2007.

## Thân thế
Trần Khánh có tên khai sinh là Trần Hữu Khánh, theo sơ lược lý lịch, ông sinh ngày 15 tháng 3 năm 1931 tại Hải Phòng, quê quán ở huyện Mỹ Lộc, tỉnh Nam Định. Cha mẹ ông là người Nam Định đến lập nghiệp ở Hải Phòng và trưởng thành tại đây. Trần Khánh được xem là có giọng hát đáng chú ý từ khi còn nhỏ. Ông có chị và anh ruột.
Tháng 10 năm 1944, ông tham gia hoạt động cách mạng tại thành phố Hải Phòng. Tháng 5 năm 1945, nạn đói xảy ra tại miền bắc Việt Nam. Đảng cộng sản Việt Nam phát động phong trào cứu đói, được đông đảo các tầng lớp nhân dân hưởng ứng. Trong một lần chuẩn bị cho đợt tuyên truyền cứu đói, người anh ruột của Trần Khánh là Trần Liễn chuẩn bị hát 3 bài, trong đó có bài "Bạch Đằng giang" của nhạc sĩ Văn Cao. Sau khi nghe anh trai biểu diễn bài này, Trần Khánh rất thích nên đã hát theo. Văn Cao đã đề nghị Trần Liễn nhường lại cho em hát để chỉ hát 2 bài. Sau đó, đích thân Văn Cao đã đệm đàn vĩ cầm cho Khánh hát. Đây là lần đầu tiên, Trần Khánh biểu diễn trước công chúng. Ông bắt đầu nổi tiếng ở Hải Phòng từ đó.

## Sự nghiệp

### Những năm đầu
Ngay từ lúc 13 tuổi, Trần Khánh đã làm liên lạc cho một tổ chức cách mạng ở Hải Phòng, đảm nhiệm việc mang tài liệu, truyền đơn, vượt qua mạng lưới mật vụ dày đặc. Sau đó ông rời xa gia đình để đi hoạt động ở Đệ tứ chiến khu Trần Hưng Đạo (còn gọi là chiến khu Đông Triều).

### Hoạt động Cách mạng
Ngày nay, những sử liệu ở Hải Phòng còn ghi lại được những đóng góp của Trần Khánh trong thành tích của đội danh dự đối đấu Việt gian. Năm 1945, ở Hải Phòng có một người bị cho là Việt gian tên Đỗ Đức Phin. Công việc bắn hạ Đỗ Đức Phin được giao cho Văn Cao. Trần Khánh làm trợ thủ. Cuối tháng 6 năm 1945, Trần Khánh được giao nhiệm vụ quan sát nơi ở, tìm hiểu kỹ quy luật đi lại, hoạt động của Đỗ Đức Phin để Văn Cao hạ thủ. Ông báo cho Văn Cao biết chính xác Phin đang có mặt tại một sòng bạc đường Đông Kinh (nay là phố Phan Bội Châu). Nhận được ám hiệu, Văn Cao đến ngôi nhà mà trên gác đang có sòng bạc. Văn Cao nói Trần Khánh ra về vì không muốn ông chứng kiến cảnh bắn giết. Nhưng ông tỏ ra lo lắng cho Văn Cao nên chần chừ ở lại quan sát từ dưới đường. Cho đến lúc Văn Cao nổ súng bắn chết Đỗ Đức Phin một cách rất nhanh chóng, bí mật, Trần Khánh mới yên tâm là mình đã hoàn thành nhiệm vụ.
Theo Trần Khánh kể lại, trong trận phá vây tại km số 34 trên đường đi Buôn Ma Thuột, tiếp đó là trận đánh quyết liệt ở Đèo Cả suốt cả một tuần đơn vị quần nhau với quân địch để rút quân về Tuy Hòa, nhiều người hy sinh và bị thương, trong số thương binh có Trần Khánh, và ông được đưa về Hải Phòng điều trị. Tháng 6 năm 1947, sau khi cơ thể phục hồi, tổ chức giao cho ông hoạt động trong vùng tạm chiếm tại Hải Phòng.
Sau Cách mạng Tháng Tám, Trần Khánh lại tình nguyện lên đường tham gia chiến đấu trong đoàn quân Nam tiến. Lúc ấy, ông là người bé nhất đơn vị. Trung tướng Nguyễn Bình tỏ ra rất quý ông, không để ông làm bất cứ việc gì ngoài ca hát để động viên những người lính. Năm 1951, Trần Khánh được điều ra hoạt động bí mật trong lòng Hà Nội tạm chiếm dưới sự chỉ đạo của Sở Công an Hà Nội. Một lần, ông bị bắt giam ở nhà tù Hỏa Lò và phải chịu đựng những đòn tra tấn, nhưng một mực không khai hoạt động của mình. Không khai thác được thông tin gì, ông được thả tự do và tiếp tục hoạt động cách mạng.
Sau đó, Trần Khánh lên Bắc Giang để tìm cách liên lạc về Sở Công an Hà Nội. Để hoạt động cách mạng thuận lợi, cấp trên đã mua cho Khánh một giấy thông hành của Phòng Nhì Pháp cho phép đi lại ở thành phố. Chính nhờ giấy này mà ông đã qua mắt thực dân Pháp và hoạt động có hiệu quả trong vùng tạm chiếm. Nhưng khi lên đến Bắc Giang, ông bị Công an Việt Nam bắt giam vì bị nghi là gián điệp cho phe đối lập, bằng chứng chính là giấy thông hành của Phòng Nhì kia. Ông bị xử phạt 8 năm tù.
Đêm ngày 26 tháng 12 năm 1972, ca khúc "Hà Nội niềm tin và hy vọng" đã được phát thanh khắp Việt Nam. Ông là người thể hiện bài hát. Nhiều năm trôi qua nhưng mỗi lần nghe lại, ca khúc vẫn gây được sự "dạt dào xúc cảm" cho thính giả. Năm 1973, nhạc sĩ Chu Minh sáng tác ca khúc "Ta tự hào đi lên, ôi Việt Nam", Trần Khánh là người đầu tiên trình diễn thành công bài hát.

### Làm việc tại Đài Tiếng nói Việt Nam
Sau khi miền Bắc Việt Nam hòa bình, Trần Khánh cùng với nhiều người bị giam khác được thả. Suốt một thời gian dài ông không tìm được việc làm. Văn Cao đã cùng với Nguyễn Xuân Khoát xin cho Trần Khánh vào làm việc tại Đài Tiếng nói Việt Nam cho đến khi qua đời. Gần 30 năm làm việc ở Đài, Trần Khánh chỉ được làm việc thông qua hợp đồng mà không được vào biên chế chính thức. Việc này sau đó đã được những người có trách nhiệm ở Sở Công an Hà Nội chứng thực do ông luôn bị đánh giá là "thiếu ý thức tổ chức, kỷ luật". Điều này bắt nguồn từ việc ông thường được khán giả hâm mộ yêu cầu ở lại biểu diễn thêm sau mỗi đợt công tác.
Trần Khánh luôn trễ hẹn và bị cho là vô kỷ luật. Đài Tiếng nói Việt Nam từ chối những lá thư từ các nơi gửi về để giải trình cho sự "vô tổ chức" của ông. Thời bấy giờ, nghệ sĩ biểu diễn phần lớn chỉ có chút quà bằng hiện vật, không đáng gì về vật chất. Trần Khánh bày tỏ quan điểm ca hát để phục vụ người lao động là niềm vui duy nhất của ông khi ấy. Đó được xem là lý do gần 30 năm ông vẫn không được vào biên chế chính thức.

## Qua đời
Sự việc Trần Khánh nhiều năm phải làm hợp đồng đã khiến Thủ tướng Việt Nam Phạm Văn Đồng biết được. Phạm Văn Đồng đã ngay lập tức can thiệp với Đài Tiếng nói Việt Nam. Qua đó, Trần Khánh mới được vào biên chế. Chỉ một thời gian ngắn được vào biên chế, ông qua đời vì tai nạn giao thông ngày 15 tháng 6 năm 1981 ở độ tuổi 50. Ngày hôm đó, Trần Khánh nhận lời đi Quảng Ninh để lo tiền trạm cho một đợt biểu diễn của Đoàn Ca nhạc Đài Tiếng nói Việt Nam. Việc cử Trần Khánh đi mới thuận lợi, vì người dân nơi đây chỉ hâm mộ ca khúc "Tôi là người thợ lò" nổi tiếng do ông hát trước đó. Khi ông ra bến để mua vé thì có một người lái xe trẻ từ tuyến Hải Phòng nhận ra. Người đàn ông này chào Trần Khánh và bày tỏ sự ngưỡng mộ ông. Biết Trần Khánh đi Quảng Ninh, người này đã mời nghệ sĩ về Hải Phòng để được đón tiếp rồi sẽ chở ông về Quảng Ninh sau. Trần Khánh đã nhận lời. Trời tối, người lái xe mải nói chuyện với Trần Khánh nên đã phanh gấp một xe đi ngược chiều khiến xe bị lật đổ và làm ông bị thương nặng. Trần Khánh gẫy nhiều răng, gẫy xương sườn, thủng dạ dày và bị giập lá lách. Ông được đưa vào bệnh viện cấp cứu nhưng đã không qua khỏi.

## Đánh giá
Trần Khánh là người thể hiện thành công ca khúc của Phan Nhân, Chu Minh, Bùi Công Kỳ cùng nhiều nhạc sĩ Cách mạng đương thời. Báo điện tử VOV nhận định rằng Trần Khánh sở hữu một chất giọng "sáng, đẹp, ấm áp". Ông sở hữu giọng nam cao (tenor), đặc biệt có âm vực rất rộng, tới hơn hai quãng 8. Trần Khánh cũng từng thể hiện nhiều ca khúc nổi tiếng như "Tình ca" (Hoàng Việt), "Mời anh đến thăm quê tôi" (Nguyễn Đức Toàn), "tiếng hát gửi dòng sông quê hương", "Hà Nội niềm tin và hy vọng", "Tình ca đất nước" (Phan Nhân), Tiếng chiêng đồng (Văn An)… Ông còn thể hiện kỹ thuật hát đặc biệt khi lĩnh xướng hợp xướng và song ca. Trần Khánh thường được báo chí và công chúng mệnh danh là "giọng ca vàng".
Trần Khánh thường có tính đãng trí nên thường xuyên không mang theo tiền bên người khi ra khỏi nhà. Có lần, ông từng mua chịu một bó xôi để ăn tạm tại một hàng xôi nhưng quên trả tiền một thời gian lâu sau đó. Câu chuyện này đến tai nhạc sĩ Lê Lôi. Ngay lập tức, Lê Lôi ra quán để trả tiền cho Trần Khánh. Từ đó, nghệ sĩ làm việc ở Đài Tiếng nói Việt Nam thường có một câu nói: “Trần Khánh ăn xôi, Lê Lôi trả tiền”.

## Vinh danh
Năm 1988, Trần Khánh được Nhà nước Việt Nam truy tặng danh hiệu nghệ sĩ ưu tú. Năm 2007, ông cùng với phát thanh viên Việt Khoa và họa sĩ thiết kế sân khấu Bùi Huy Hiếu được truy tặng danh hiệu Nghệ sĩ nhân dân.
Nghệ sĩ ưu tú Đăng Dương từng có nguyện vọng được song ca cùng Trần Khánh. Ngay trên sân khấu của chương trình "Không khoảng cách" phát sóng trên VTV1 bằng công nghệ hiện đại, đoàn thực hiện chương trình đã giúp Đăng Dương thực hiện được ước muốn này.